# Сяпякине
Сяпя́кине (Сяпякинэ, Сопякина) — река в Якутии, на крайнем северо-востоке России.
Длина реки — 301 км. Площадь водосборного бассейна насчитывает 5440 км². Устье Сяпякине находится в 804 км по правому берегу Колымы на высоте 17 м над уровнем моря, напротив острова Тит-Ары.
По данным государственного водного реестра России относится к Анадыро-Колымскому бассейновому округу.
- Код водного объекта 19010100412119000040637[4].